# Гайтаев, Билу-Хаджи
Билу́-Хаджи́ Гайта́ев (чечен. Гойти Билу-Хьаьжа, также известен как Билу́-Хаджи́ Уру́с-Марта́новский; 1852, Урус-Мартан, 
Северо-Кавказский имамат — 1925, Ростовская область, СССР) — кадий Урус-Мартана, военачальник и активный участник Гражданской войны в России. Выступал за создание в Чечне шариатского государства. 

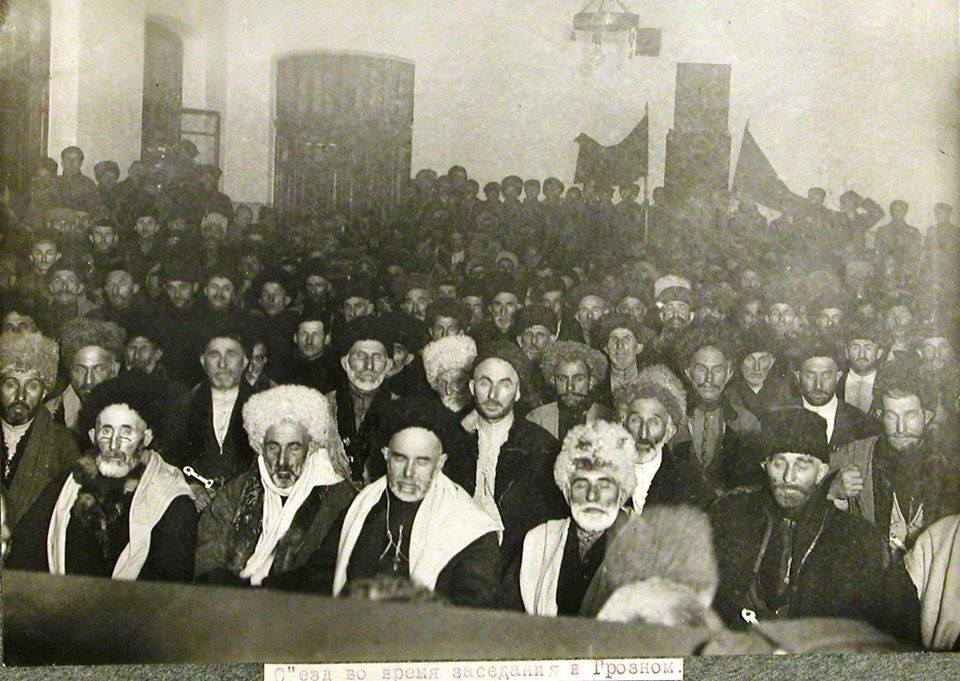
Гайтаев на съезде чеченцев (1923), на котором была провозглашена Чеченская автономная область

## Биография

### Ранние годы
Родился в 1852 году в Урус-Мартане в семье местного муллы по имени Гойта. Выходец из тайпа Гендарганой. Религиозным знаниям учился в медресе в селе Брагуны. Несколько раз совершал Хадж. В начале XX века был избран кадием Урус-Мартана.

### Участие в гражданской войне

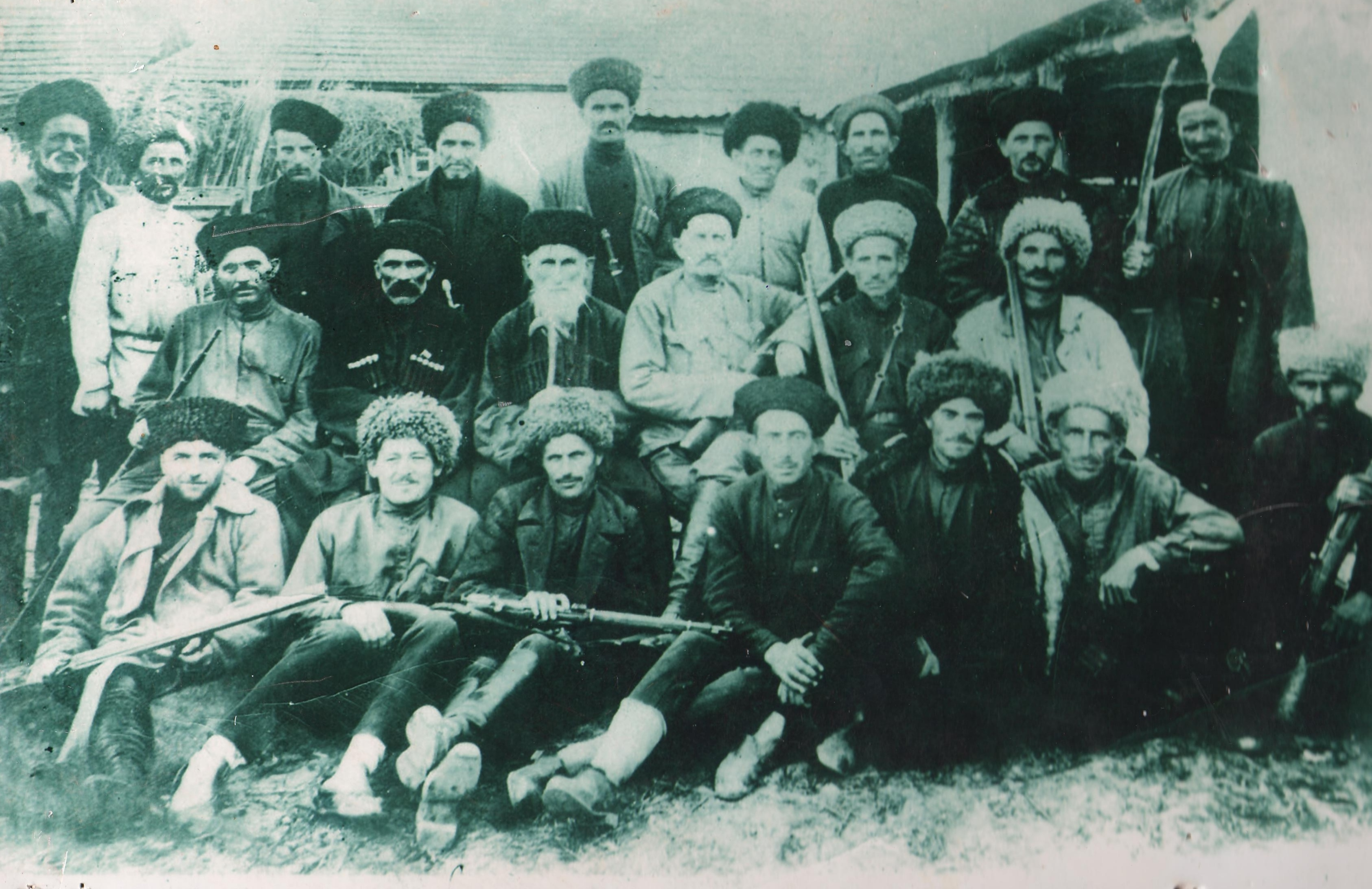
Чеченцы — участники Алханюртовского и Гойтинского сражений

В годы революции Гайтаев принимал активное участие в гражданской войне. Под его руководством урус-мартановцы участвовали в Алаханюртовском и Гойтинском сражениях с армией Деникина, а также в освобождении равнинной Чечни от белогвардейцев.
В 1918 году Гайтаев и Шихмирза Цицаев во главе отрядов урус-мартановцев участвовали на стороне большевиков в боях за Грозный против белых войск Георгия Бичерахова, ядро которых составляли терские казаки. Чеченцы заняли позиции в районе Беликовского моста. Там Гайтаев, стоя во весь рост, корректировал огонь повстанцев по позициям казаков. Его балахон (верхняя мужская одежда чеченцев) был прострелен в нескольких местах, но сам он не получил ранений.

В марте 1919 года белогвардейские Вооружённые силы юга России (ВСЮР), во главе которых стоял А. И. Деникин, предприняли попытку сломить сопротивление чеченцев, начав боевые действия вдоль Cунженской линии. Основной удар пришелся на село Гойты, считавшегося революционным центром в Чечне. Узнав о начале наступления армии Деникина, вооруженные отряды урус-мартановцев собрались на северо-восточной окраине села, где к ним с речью обратился Гайтаев: 
Деникин требует выдачи красноармейцев, наших гостей, которые поверили нам и пришли в наши дома. Среди нас есть люди, которые уговаривают нас остаться дома, утверждая, что русские сами разберутся в своих делах. Мы не можем с этим согласиться, во-первых, потому что Деникин и наш враг, во-вторых, выдав наших гостей, мы опозорим свой народ в глазах наших соседей. Тот, кто сегодня падет на поле боя, будет считаться погибшим за газават! За мной.
В ходе развернувшегося боя Гайтаев был ранен в ногу. Несмотря на это, он принял участие в бою за Алхан-Юрт, начавшегося спустя пару дней после Гойтинского.

### Арест
После установления советской власти в Чечне Гайтаев выдвинул требования к новым властям дать чеченцам жить по шариату и по своим адатам. После этого он был объявлен врагом народа, готовящим вооружённое восстание против Советов.
В сентябре 1925 году Урус-Мартан был окружён войсками ГПУ. По селу били из артиллерии, с воздуха бомбила военная эскадрилья. От местных жителей требовали разоружиться и выдать Гайтаева. На сходе жителей было принято решение сдать оружие, кроме холодного, но людей не выдавать. На это ГПУ согласилось, обещав Урус-Мартан не трогать. Сразу после сдачи оружия начался новый обстрел села из орудий разного калибра. ГПУ снова требовала немедленно выдать Гайтаева, в противном случае грозили полностью уничтожить Урус-Мартан.
Когда Гайтаев узнал об этом, сразу же послал парламентеров к ГПУ с сообщением, что он отдаётся в их руки. Перед этим прибыл в центр Урус-Мартана, где попросил прощения у местных жителей, что стал причиной их проблем.

### Смерть
Шихмирза Цицаев пытался спасти Гайтаева, обращаясь в различные инстанции. В частности, он ездил в Москву и побывал на приёме у главы Советского государства Калинина, который заверил его, что он примет меры по спасению Гайтаева. Когда Цицаев приехал в Ростов-на-Дону, где содержался Гайтаев, ему сообщили, что его уже расстреляли. Сообщается , что начальник этой тюрьмы сказал Цицаеву: «Я не знаю, был ли он виноват, но могу сказать, что умер он как настоящий мужчина».

## Память
- Одна из улиц села Мартан-Чу названа именем Билу-Хаджи Гайтаева[5].